# Anthicus sacramento
Anthicus sacramento је инсект из реда тврдокрилаца (Coleoptera) и породице Anthicidae. 

## Распрострањење
Ареал врсте је ограничен на једну државу. Сједињене Америчке Државе су једино познато природно станиште врсте.

## Угроженост
Ова врста се сматра угроженом.